# Stadtwerke Bonn

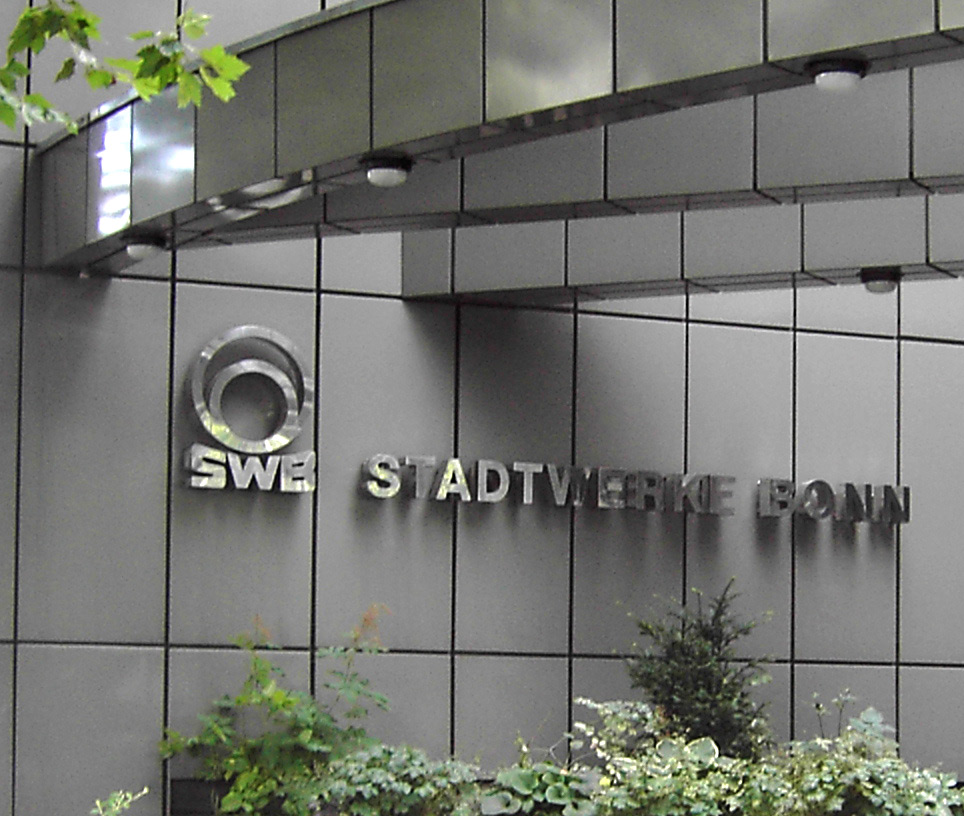
SWB-Zentrale

Die Stadtwerke Bonn GmbH (SWB) sind ein kommunales Nahverkehrs-, Ver- und Entsorgungsunternehmen in Bonn, Nordrhein-Westfalen und die übergeordnete Holding des Bonner Stadtwerke-Konzerns. Einziger Gesellschafter ist die Bundesstadt Bonn. Gemeinsam mit seinen Gesellschaften übernimmt der Konzern wichtige Aufgaben der Daseinsvorsorge für Bonn und die Region in den Geschäftsfeldern Energieversorgung, Trinkwasserversorgung, Nahverkehr und Abfallverwertung und -entsorgung.

## Unternehmensstruktur
Im Geschäftsjahr 2021 erwirtschaftete das Unternehmen einen Umsatz von über 526 Millionen Euro. Durchschnittlich lag die Anzahl der Mitarbeitenden im Jahr 2021 bei 2.512. Zusätzlich kamen im gleichen Jahr noch 91 Auszubildende hinzu, 13 mehr als im Vorjahr. Vorsitzender der Geschäftsführung ist seit 2022 Olaf Hermes.
Die Standorte befinden sich in Bonn, Siegburg und Adenau. Einziger Gesellschafter der SWB ist die Stadt Bonn. Die SWB besitzt mehrere Tochterunternehmen und Beteiligungen, welche tätig sind im öffentlichen Nahverkehr, in der Energie- und Wasserversorgung sowie der Abfallwirtschaft.

### Beteiligungen und Tochterunternehmen

#### Voll konsolidierte Tochterunternehmen
- Stadtwerke Bonn Beteiligungs-GmbH (58,47 %)[1]
- Energie- und Wasserversorgung Bonn/Rhein-Sieg GmbH (86,29 %)[1]
- Stadtwerke Bonn Verkehrs-GmbH (100 %)[1]
- Stadtwerke Bonn Dienstleistungs-GmbH (100 %)[1]
- MVA Müllverwertungsanlage Bonn GmbH (93,46 %)[1]
- Bonn-Netz GmbH (100 %)[1]
- SWB Regional Ver- und Entsorgung GmbH (90,4 %)[1]
- Fahrbetrieb Bonn GmbH (100 %)[1]
- EGM Gesellschaft für Energie- und Gebäudemanagement Bonn mbH (100 %)[1]
- Elektrische Bahnen der Stadt Bonn und des Rhein-Sieg-Kreises-SSB-GmbH (50,1 %)[1]
- Bonner City Parkraum GmbH (50,1 %)[1]
- Stadtwerke Bonn Bad GmbH (100 %)[1]

#### Assoziierte Unternehmen
- Returo Entsorgungs GmbH (50 %)[1]
- refer GmbH (50 %)[1]

#### Sonstige Beteiligungen
- Beteiligungsgesellschaft Bonn/Rhein-Sieg GmbH (16,66 %)[1]
- Radio Bonn/Rhein-Sieg GmbH & Co.KG (12,5 %)[1]
- Flughafen Köln/Bonn GmbH (6,06 %)[1]
- Trianel GmbH (5,81 %)[1]
- Trianel Gaskraftwerk Hamm GmbH & Co. KG (1,87 %)[1]
- Trianel Kohlekraftwerk Lünen GmbH & Co. KG (2,11 %)[1]
- Trianel Windkraftwerk Borkum GmbH & Co. KG (1,85 %)[1]
- Trianel Windkraftwerk Borkum II GmbH & Co. KG (2 %)[1]
- Trianel Onshore Windkraftwerke GmbH & Co. KG (3,66 %)[1]
- Trianel Erneuerbare Energien GmbH & Co. KG (3,39 %)[1]
- Trianel Wind und Solar GmbH & Co. KG (15 %)[1]
- Wasserversorgungsgesellschaft mbH Sankt Augustin (8,13 %)[1]
- Einkaufs- und Wirtschaftsgesellschaft für Verkehrsunternehmen mbH (0,6 %)[1]
- Gemeinnützige Wohngenossenschaft e.G. (4,08 %)[1]
- Regionalverkehr Köln GmbH (15 %)[1]
- Versorger-Allianz 450 GmbH & Co. KG (1,92 %)[1]

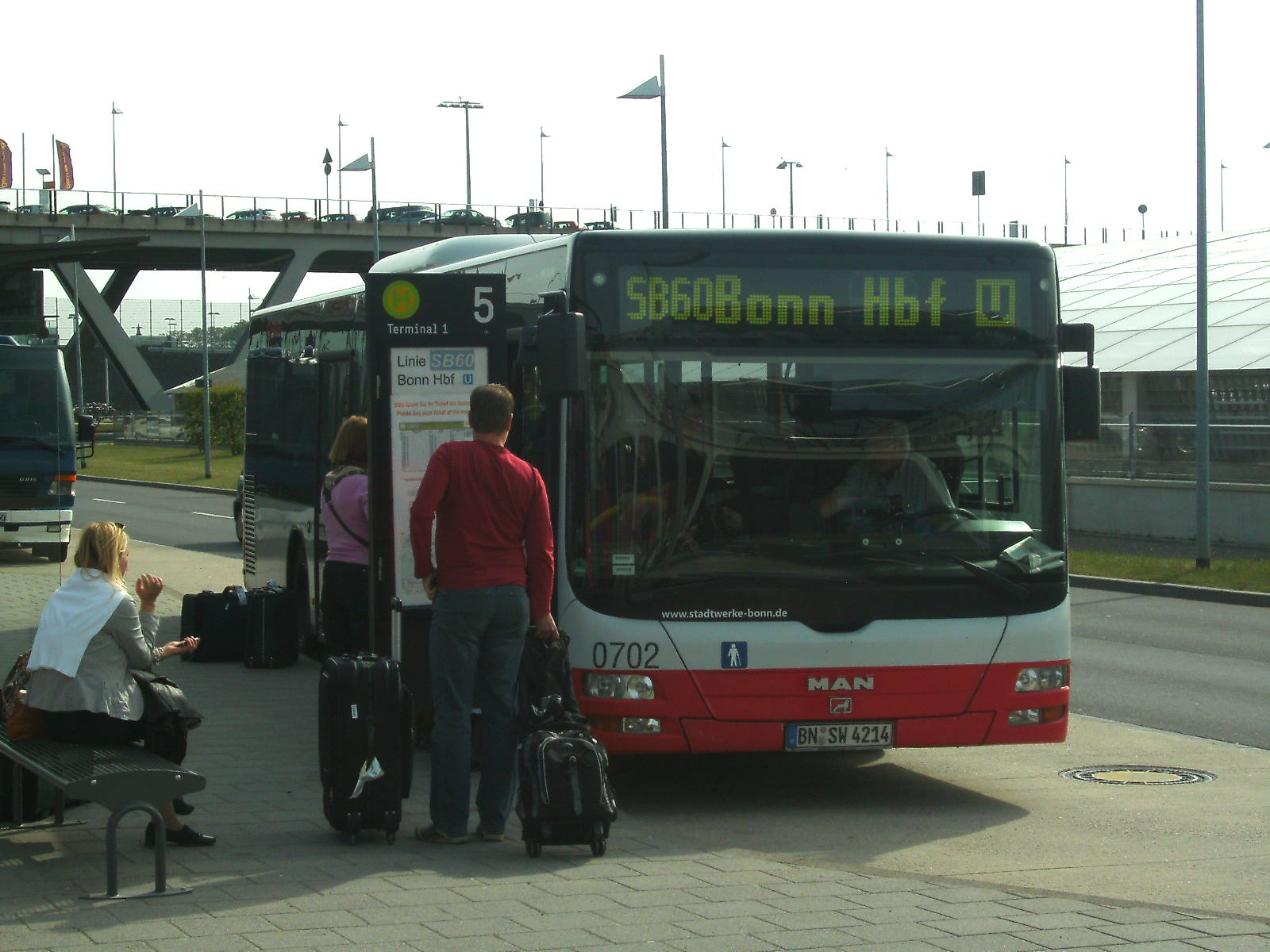
Zweimal Stadtwerke Bonn auf Kölner Stadtgebiet: ein Städteschnellbus der SWB sowie der Flughafen Köln/Bonn, an denen die SWB minimal beteiligt sind

## Geschichte

### Ursprung

#### Gas
Das Gaswerk in der Karlstraße ging am 1. April 1879 unter städtischer Regie ans Netz und stellte Stadtgas für die öffentliche und heimische Beleuchtung in Bonn zur Verfügung. Am 19. April 1891 begann der städtische Bonner Nahverkehr. Eine sog. „Päädsbahn“ (Pferdebahn) beförderte seitdem die Bonner Fahrgäste. Die Straßenbahn wurde von Pferden über die Gleise gezogen. 1898 eröffnete die Vorgebirgsdampfbahn „Feuriger Elias“. Sie fuhr von Bonn bis zum Barbarossaplatz in Köln. Die erste elektrische Straßenbahn brach am 21. Mai 1902 zu ihrer Jungfernfahrt über die neue Rheinbrücke ins rechtsrheinische Beuel auf. Am 1. November 1905 wechselten außerdem Pferde- und Dampfbahn den Besitzer und gingen für 3,1 Millionen Goldmark in städtische Hand über. Alle Pferdebahnstrecken wurden bis 1909 auf Strombetrieb umgestellt. Die Dampfbahn wurde ebenfalls elektrifiziert und gemeinsam von der Stadt Bonn und der Bürgermeisterei Godesberg weiterbetrieben.

#### Elektrizität
Am 11. Februar 1899 wurde das Bonner Elektrizitätswerk in Betrieb genommen. Der neue Versorgungsbetrieb war auch zugleich der erste, der direkt als kommunales Unternehmen in Regie der Stadt stand.
Die elektrische Kleinbahn Bonn–Siegburg (die „Siegburger“) ging am 6. September 1911 auf die Strecke. Am 18. Oktober folgte die Bahnlinie Bonn–Oberdollendorf („Siebengebirgsbahn“), die am 18. März 1913 wie geplant bis nach Königswinter und am 26. September 1925 bis nach Honnef verlängert wurde. Die Stadt Bonn, der Landkreis Bonn und der Siegkreis schlossen einen Gesellschaftsvertrag und gründeten das Bahnunternehmen Elektrische Bahnen der Kreise Bonn-Stadt, Bonn-Land und des Siegkreises. Nach der kommunalen Neuordnung des Bonner Raumes im Jahr 1969 und der damit einhergehenden Umstrukturierung der Stadtwerke Bonn am 1. Januar 1970 hieß die Bahngesellschaft Elektrische Bahnen der Stadt Bonn und des Rhein-Sieg-Kreises. Anfang 2004 übernahm SWB Bus und Bahn die Betriebsführung der SSB.

#### Wasser
Am 1. April 1900 ging das im Jahr 1875 in Betrieb genommene private Wasserwerk an der Gronau in den Besitz der Stadt über. Damit befanden sich die Bonner Energie- und Wasserversorgung in städtischer Regie. Die städtischen Gas-, Elektrizitäts- und Wasserwerke wurden im August 1919 zum selbstständigen Dezernat Städtische Betriebsverwaltung zusammengelegt. Im Jahr 1952 wurde das städtische Elektrizitätswerk in ein Heizkraftwerk umgebaut. Die durch die Stromproduktion im Heizkraftwerk erzeugte Wärme wurde genutzt um umliegende Gebäude mit Strom zu versorgen und im darauffolgenden Jahr begann dafür der Bau des Fernwärme-Verteilernetzes. Am 28. Juni 1988 erfolgte der erste Spatenstich zur neuen Müllverwertungsanlage (MVA) an der Immenburgstraße. Sie wurde am 5. Mai 1992 offiziell eingeweiht und nahm am 3. August 1992 ihren regulären Betrieb auf.

### Stadtwerke Bonn
Das Elektrizitätswerk, das Gaswerk, das Wasserwerk, die städtischen Straßenbahnen, der Omnibusbetrieb (BVG) und die Handelswerft wurden am 21. Juni 1940 mit ihren Nebenbetrieben zu einem einzigen Eigenbetrieb mit der Bezeichnung Stadtwerke Bonn (SWB) zusammengeschlossen. Die Stadtwerke Bonn wandelten sich 1999 vom kommunalen Eigenbetrieb zum Konzern mit eigenständigen Kapitalgesellschaften. Die SWB GmbH ist seitdem die übergeordnete Holding der verschiedenen Tochtergesellschaften.
Nach der Umwandlung wurde ein schwerer Fall von Bestechlichkeit im Unternehmen bekannt: Der langjährige Geschäftsführer des Unternehmens Reiner Schreiber geriet wegen einer umstrittenen Auftragsvergabe für die Modernisierung der beiden Bonner Heizkraftwerke unter dringenden Verdacht der Bestechlichkeit im besonders schweren Fall, Vorteilsannahme und Steuerhinterziehung. Aus einer Ratssitzung heraus wurde er am 8. April 2002 verhaftet; er saß daraufhin vier Wochen in Untersuchungshaft. Wegen seines schweren Krebsleidens, dem er schließlich im Oktober 2004 erlag, verzichtete die Staatsanwaltschaft darauf, das Verfahren gegen ihn weiterzuführen.
Die Stadtwerke Bonn haben seitdem ein Antikorruptionsprogramm aufgebaut, das eine kontinuierliche Weiterentwicklung und Evaluierung vorsieht. Management und Mitarbeiter verpflichteten sich zu einem werteorientierten Handeln. 2005 wurde die Unternehmens- und Wertekultur im Leitbild verankert. 2006 wurde hierfür ein Verhaltenscodex eingeführt (Code of Conduct), in dem verbindliche Verhaltensrichtlinien für die alltägliche Geschäftspraxis festgeschrieben wurden.
Mit dem Umbau des Heizkraftwerk Nord in ein modernes GuD-Kraftwerk (2010 bis 2013) haben die Stadtwerke Bonn ihre Eigenerzeugung an Strom deutlich ausgebaut. Eine wasserstofffähige Gasturbine wurde 2022 eingebaut um die Fernwärmeproduktion zu steigern. Das HKW Nord versorgt zudem das Bonner Fernwärmenetz.
Ende 2017 klagten die Stadtwerke Bonn aufgrund eines Bauvorhabens gegen die Stadt Bonn. 288 Studentenwohnungen und 116 Tiefgaragenstellplätze sollten gegenüber dem damals geplanten BonnNetz-Betriebsgebäude entstehen. BonnNetz ist ein Tochterunternehmen der SWB und für die kontinuierliche Überwachung der Infrastruktur des Strom- und Erdgasnetzes zuständig. Das Bauvorhaben wurde den Stadtwerken nicht mitgeteilt und seitens der SWB bestand die Befürchtung, den Immissionsschutz des geplanten BonnNetz-Gebäudes nicht einhalten zu können. Gelöst wurde dieser Konflikt durch die Anbringung eines Schallschutzes an der Außenfassade.
Im Jahr 2019 rief der Bonner Stadtrat den Klimanotstand aus. Der Stadtrat setzte sich durch einen Beschluss zum Ziel, bis 2035 Klimaneutralität zu erreichen. Die SWB und ihre Konzern-Tochtergesellschaften entschieden sich infolge dessen, sich zur CO2-Neutralität zu verpflichten. Während der Erdgaskrise mit Beginn im Jahr 2022 stieg der Fernwärmepreis der SWB an. Das Heizkraftwerk der SWB wird zur Hälfte aus dem Dampf der benachbarten Müllverbrennungsanlage betrieben und zur anderen Hälfte mit Erdgas. Die SWB setzte im Zuge der Energiekrise das Ziel, ab 2024 von Erdgas auf grünen Wasserstoff umzustellen.

## Projekte und Initiativen

### Historischer Verein der Stadtwerke Bonn
Hauptartikel: Historischer Verein der Stadtwerke Bonn e. V.
Mitarbeiter der Stadtwerke Bonn gründeten im Jahr 2006 den Historischen Verein der Stadtwerke Bonn (HVSWB). Aufgabe des Vereins besteht in dem Erhalt von historischen Straßenbahnen und Bussen. Diese werden restauriert und vereinzelt für Sonderfahrten genutzt. Ein Jahr nach der Gründung begannen die Vereinsmitglieder eine Dauerausstellung im Service-Center der Stadtwerke zu organisieren. Hierzu wurden Exponate von aktuellen und ehemaligen Arbeitern der SWB bereitgestellt.

### Elektromobilität
Zusammen mit der Stadt Bonn, dem TÜV, Herstellern von Bussen und Antriebssystemen und dem Fraunhofer-Institut veranlassten die SWB 2013 eine Studie zur Überprüfung, ob und unter welchen Rahmenbedingungen die Stadt Bonn komplett auf Elektrobusse umstellen könnte. Ein weiteres Ziel war, bis zum Jahr 2035 den Nahverkehr emissionsfrei zu betreiben. Im Jahr 2016 waren sechs E-Busse der SWB im Einsatz. Hier gab es jedoch einige Probleme mit der Höhe der Busse, denn die Batterien der Busse wurden auf den Dächern verbaut. Hierdurch wurden sie zu hoch für einige Unterführungen und konnten somit nicht auf allen Strecken eingesetzt werden. Im Jahr 2021 nahm die Stadtwerke Bonn Verkehrs-GmbH zusätzlich zu den drei Gelenkbussen noch vier Solobusse mit Elektroantrieb in Betrieb. Geladen werden die Fahrzeuge auf dem eigenen Betriebshof, wofür eine neue Lade-Infrastruktur geschaffen wurde. Kosten für die sieben Fahrzeuge und Lade-Infrastruktur beliefen sich auf 7,6 Millionen Euro, welche durch Landesförderung finanziert wurden.

### Fernwärme 2035
Fernwärme entsteht unter Nutzung der Kraft-Wärme-Kopplung. Durch Stromproduktion entstandene Wärme wird für die Wärmeversorgung genutzt, anstatt sie ungenutzt an die Umwelt abzugeben. Dieses Verfahren gilt als klimafreundlich, da es die nationale Energiewende unterstützt. Das Bonner Fernwärmenetz wurde seit 2013 weiter ausgebaut und ist Stand 2020 91 Kilometer lang. Im Rahmen des Projektes Fernwärme 2020 wurde hinsichtlich der städtischen Klimaschutzziele der Ausbau des Netzes vorangetrieben. Das Projekt wurde durch den Ausruf des Klimanotstands zu Fernwärme 2035, da der Bonner Stadtrat das Ziel setzte, bis zum Jahr 2035 Klimaneutralität zu erreichen.

### Bonn-Crowd
Bonn-Crowd ist eine 2020 gegründete Internetplattform, durch welche die Stadtwerke Bonn Finanzierung von gemeinnützigen Projekten ermöglichen. Sie nutzt das Prinzip von Crowdfunding, Unterstützer können innerhalb eines bestimmten Zeitraumes für ein Projekt spenden. Über diese Plattform haben 2022 Abiturienten des Bonner Kardinal-Frings-Gymnasiums ein Projekt zur Finanzierung ihrer Abschlussfeier gestartet. Eine Kita in der Bonner Südstadt sammelte über die Plattform knapp 5.000 Euro für ein Klettergerüst.

### Energiesparkampagne 2022
Im Jahr 2022 starteten die Stadtwerke Bonn eine Kampagne unter dem Motto „Macht. Was. Aus–Gemeinsam Energie sparen“. Im Rahmen der Kampagne haben die Stadtwerke den Bewohnern jahreszeitenabhängige Möglichkeiten zum Energiesparen aufgezeigt. Dies führte zu einer Senkung der Gasnutzung. Im Durchschnitt haben die Bewohner 20 % weniger Gas verbraucht. Die Kampagne entstand als Reaktion auf die Initiative „80 Millionen gemeinsam für Energiewechsel“ des Bundeswirtschaftsministers Robert Habeck und fand Beachtung bei Habeck und beim Deutschen Städtetag.